# L'Histoire de Clara
 (juin 2025).
Motif : Absence de sources
- Archive Wikiwix
- Bing
- Cairn
- DuckDuckGo
- E. Universalis
- Gallica
- Google
- G. Books
- G. News
- G. Scholar
- Persée
- Qwant
- (zh) Baidu
- (ru) Yandex
- (wd) trouver des œuvres sur Wikidata

| 1. | Préciser le motif de la pose du bandeau. | Précisez le motif de la pose du bandeau en utilisant la syntaxe suivante : {{admissibilité à vérifier\|date=juin 2025\|motif=remplacez ce texte par le motif}}                           |
| 2. | Informer les utilisateurs concernés.     | Pensez à avertir le créateur de l'article, par exemple, en insérant le code ci-dessous sur sa page de discussion : {{subst:avertissement admissibilité à vérifier\|L'Histoire de Clara}} |

L'Histoire de Clara est un album pour la jeunesse de Vincent Cuvellier, illustré par Charles Dutertre, paru en 2009. Pendant la guerre, un couffin et une petite fille juive (Clara) passent de main en main et échappent à la déportation.

## Synopsis
1943, Paris est occupé. Une maman juive, prise dans une rafle avec toute sa famille abandonne son dernier né dans un ascenseur. Une vieille voisine le découvre. Le lendemain, elle dépose le couffin à la porte d'un couvent. Sœur Marie Louise, récupère l'enfant et propose de l'emmener chez un cousin, à la campagne. La petite Clara profite bien chez le tonton Georges, mais les Allemands fouinent. Un jour, deux boches débarquent et récupèrent le bébé. Otto, lui, ne fait pas la guerre aux enfants, en plus, il sait ce qu'ils font aux Juifs. Il « oublie » le couffin sous une croix, à un croisement. Deux résistants passant par là, découvrent l'enfant. Ils décident de l'emmener chez Paulette, la rebouteuse, un peu sorcière. Personne n'ira le chercher là bas. Paulette a déjà un pensionnaire : Simon qui se prend d'affection pour la petite, qui grandit. A la Libération, Simon part à la recherche des siens, il dépose Clara à « la maison des enfants » de Mme Jaoui qui recueille les enfants sans parents.
Rachel, une jeune fille de 16 ans, rescapée des camps regagne la France. Après un passage à l'hôtel Lutecia, elle emménage à « La maison des enfants ». La petite Clara est là, qui l'attend ? Rachel lui chante alors une vieille chanson que sa mère chantait souvent. Avant, elle avait une petite sœur prénommée Clara.

## Commentaire
Un roman à plusieurs voix. Le couffin passe de main en main, chacun donne son point de vue sur cette étrange rencontre. Tous, à leur façon tombent sous le charme de ce petit enfant.

## Adaptations
- L'Histoire de Clara, concert narratif sous casques, mis en musique par Pierre Badaroux et Laurent Sellier, texte dit par Olivia Kryger, production Cie Miczzaj et BimBom théâtre, création mai 2010, Prix artistique Momix 2012.
- L'histoire de Clara, spectacle musical de Marc Olivier Dupin, avec Donatienne Michel Dansac. Création au Chatelet.